# Розовый фламинго
Ро́зовый флами́нго, или обыкнове́нный флами́нго (устар. «краснокрыл», или устар. «красный гусь»; лат. Phoenicopterus roseus), — вид птиц из отряда фламингообразных. Оперение у взрослых самцов и самок — нежно-розового цвета, крылья — пурпурно-красные, маховые — чёрные. Неоперённые части головы (уздечка и кольцо вокруг глаза) — красные. Клюв в основной части розовый, на конце — чёрный. Молодые птицы — грязновато-серые, со слабовыраженным розовым налётом. Взрослый наряд они «надевают» на третьем году жизни. Общая длина тела — 130 см, масса достигает 3,4—4 кг. На каждой ноге у них по 4 пальца.

## Описание

### Внешний вид
Розовый фламинго является одним из самых крупных представителей семейства. Роберт Портер Аллен полагал, что розовый фламинго слегка превышает в размерах красного (Phoenicopterus ruber). Рихтер (Richter N. A.) с соавторами писал, что розовые фламинго Старого света меньше красных фламинго Нового света, у первых масса самцов в среднем составляет 2,6 кг, самок — 2,2 кг, у вторых — 3,12 кг и 2,67 кг соответственно. В онлайн-энциклопедии Birds of the World указано, что длина тела розового фламинго составляет 120—145 см, масса — 2,1—4,1 кг, размах крыльев — 140—165 см. В энциклопедии Жизнь животных указана длина тела 130 см и масса 3,4—4 кг. Кейтлин Кайт (Caitlin Kight) в посвящённой фламинго книге указала «высоту» розового фламинго 110—150 см, размах крыльев — 140—170 см, а массу — 2—4 кг. Из-за более коротких ног самки розового фламинго на 20 % меньше самцов.
Несмотря на название, розовый фламинго имеет довольно светлое, почти белое оперение, это наименее «розовый» среди всех представителей семейства вид. Голова, шея и тело у взрослого розового фламинго розовато-белые; маховые перья преимущественно чёрные. Интенсивный малиновый цвет (пурпурно-красный) кроющих перьев почти не заметен под опущенными крыльями, его можно увидеть только наблюдая птицу в полёте. По описанию советского орнитолога Александра Чельцова-Бебутова, обнаружившего одну из гнездовых колоний в Казахстане, «временами казалось, что полнеба занято живыми бело-розовыми облаками, живописно освещавшимися косыми лучами заходящего солнца».
Молодые птицы после первого года имеют промежуточное оперение. Основание клюва и ноги постепенно становятся бледно-серыми, всё больше кроющих перьев крыла приобретают розовый или красноватый цвет, в то время как оперение тела остаётся белым, а затылок — сероватым. Со временем белое оперение головы, шеи и тела приобретает розовый оттенок, особенно интенсивный на голове и на шее. Первостепенные и большая часть второстепенных маховых перьев окрашены в чёрный цвет, оставшиеся маховые перья — розовые, кроющие перья крыла — красные. Самки раньше приобретают взрослое оперение, в возрасте трёх лет наблюдается больше самок со взрослым нарядом, чем самцов. Вместе с тем, к пяти годам эта разница нивелируется.
Все фламинго обладают сильно изогнутым массивным клювом, похожим на сапог. Огромный клюв розового фламинго лёг в основу арабского названия вида, которое переводится как «верблюд моря». По данным Пенелопы Дженкин (Penelope Margaret Jenkin), полная длина клюва розового фламинго по прямой составляет 11,4—13,2 см, а длина от точки перегиба до кончика клюва — 8,2 см. По материалам более ранних исследований, длина клюва может составлять 14,2 см, или 12,0—13,5 см, но при этом не уточняется каким образом проводились измерения. У розового фламинго две трети клюва у основания окрашено в розовый цвет, кончик клюва — чёрный. Переход между цветами осуществляется по чёткой линии, индивидуальной для разных особей и позволяющей различать их между собой. У красного фламинго клюв розовато-красный, а кончик клюва чернее. Радужка глаз взрослого розового фламинго бледно-жёлтая, или лимонно-жёлтая, у молодых птиц — коричневая. Неоперённая кожа вокруг глаза и между глазом и клювом розовая (или красная ), у молодых птиц — стального цвета.
Ноги розового фламинго розовые, тёмные пятна вокруг суставов встречаются только у некоторых молодых птиц. Голень у птиц заметно длиннее цевки. Длина заднего пальца составляет 1,2 см, среднего пальца — 8 см. Фламинго отдыхают стоя на одной ноге, и хотя это не единственные птицы с таким поведением, из-за очень длинных ног они наиболее заметны. Чтобы принять устойчивое положение и зафиксировать ногу в согнутом состоянии, им может потребоваться несколько попыток. При этом такая поза не связана с терморегуляцией, птицы могут принимать её как в горячей, так и в холодной воде.
- Внешний вид розового фламинго
- На отдыхе
- Оперение головы, шеи и тела
- Розовые расправленные крылья
- Перо

### Оперение и линька
Оперение розового фламинго очень светлое, почти белое; лопаточные перья бледно-розовые; кроющие перья крыла окрашены в разные оттенки розового, нижний ряд внутренних кроющих перьев — чёрный. У розового фламинго 12 первостепенных маховых перьев (внешнее перо очень короткое)и 27 второстепенных, все они преимущественно окрашены в чёрный цвет, лишь самые внутренние второстепенные ярко-розового цвета. Самыми длинными являются первое и второе маховые перья. Хвостовые перья также бледно-розовые, белые с внутренней стороны; рулевых перьев 14, центральная и внешняя пара немного короче остальных. Кроющие перья под хвостом почти такие же длинные как и рулевые. Бледно-розовые кроющие перья розового фламинго не свисают так сильно по бокам, как у красного. Наиболее интенсивным цветом окрашены внутренние кроющие перья крыла.
Яркая окраска оперения фламинго обусловлена каротиноидами, получаемыми с кормом. Они быстро разрушаются на свету, и в условиях искусственного содержания, если птиц не кормить продуктами, содержащими эти пигменты, их оперение быстро теряет оттенки розового, становясь полностью белым. В розово-красный цвет помимо перьев, ног и голой кожи на лице окрашены кровь и печень. Основным пигментом у всех фламинговых является кантаксантин. Во время чистки перьев розовые фламинго одинаково часто двигают как надклювьем, так и подклювьем, предпочитая двигать той челюстью, которая находится ниже в конкретный момент времени.
У розового фламинго цвет оперения между линьками поддерживается за счёт секрета копчиковой железы, содержащего этот пигмент, который птицы наносят на перья шеи, груди и спины, предварительно натерев им щёки непосредственно о копчиковую железу. Максимальная концентрация каротиноидов в секрете приходится на брачный период. Наиболее яркие фламинго образуют пары раньше, чем их менее яркие сородичи. Существуют индивидуальные вариации оперения птиц. Яркое оперение головы и шеи было обнаружено у молодых птиц с характерными тёмными суставами на ногах, то есть не связано напрямую с их возрастом. В болотистой местности Камарг во Франции яркая раскраска чаще всего наблюдается осенью и зимой, когда птицы провели линьку и начинают брачные ритуалы. Иногда кроющие перья не такие яркие, по наблюдениям в неволе такое оперение характерно для птиц, которые длительное время занимались кормлением птенцов.
Линька у представителей семейства очень разнообразна как по порядку смены перьев так и по частоте. Кроме того неясно как она связана с сезоном размножения. У взрослых фламинго в году две линьки. В регионах с умеренным климатом послебрачная линька проходит летом; в Камарге птиц с недостающими полётными перьями наблюдали с мая по сентябрь, а пик линьки приходится на середину июля. По наблюдениям на озере Урмия не участвующие в размножении птицы линяют на три недели раньше родителей, которые ждут когда их птенцы отправятся в «ясли». Предбрачная линька, которая происходит с января по май, охватывает лишь мелкие перья. Некоторые перья могут смениться до трёх раз в году, другие — один раз в два года.
Некоторые розовые фламинго могут сбрасывать все перья и до 4 недель терять способность к полёту. Такое происходит в труднодоступных регионах с большим количеством пищи, в частности на озере Урмия в Иране и Тенгиз в Казахстане нелетающих птиц ловили для кольцевания. Птицы без полётных перьев раньше начинают волноваться от присутствия посторонних и убегают от наблюдателя. В то же время в Камарге птицам необходимо осуществлять перелёты к местам кормления и многие особи (но не все) не сбрасывают все перья одновременно. По наблюдениям 1961 года в ЮАР птицы сменяют первостепенные маховые перья по одному за раз по направлению от проксимальных (внутренних) к дистальным (внешним). Возможно, лишь молодые и не участвующие в размножении розовые фламинго теряют все перья одновременно. В регионах с умеренным климатом линька проходит летом; в Камарге птиц с недостающими полётными перьями наблюдали с мая по сентябрь, а пик линьки приходится на середину июля. По наблюдениям на озере Урмия не участвующие в размножении птицы линяют на три недели раньше родителей, которые ждут когда их птенцы отправятся в «ясли».
В Камарге в 1997 году было обнаружено несколько видов перьевых вшей, паразитирующих на разных частях розового фламинго. Представители рода Colpocephalum встречаются на перьях крыла, Anatoecus — на перьях головы, Anaticola — на маховых перьях и кроющих под крылом. Кроме того, в перьях были обнаружены вши Trinoton. Внутренние паразиты — Flamingolepis liguloides, F. caroli, F. flamingo, а также Gynandrotaenia — были обнаружены в разных частях пищеварительной системы. Многие из них попали в организм фламинго с инфицированными беспозвоночными, в организм которых яйца паразитов попали вместе с пищей из гуано фламинго.

### Вокализация
Фламинго — довольно шумные птицы, которые производят много разнообразных звуков. Вокализация розового фламинго похожа на гоготание гусей. При хорошей погоде большие колонии фламинго можно услышать с расстояния более одного километра. Вокализация отличается во время представления, сообщения об опасности, отлёта птиц или ухаживания за птенцами. В больших стаях гоготание раздаётся непрерывно.
Самки, как правило, издают более чистые звуки, а самцы — чаще повторяющиеся. В крупных скоплениях розовые фламинго используют «носовой двойной гудок» (англ. «nasal double honk») для воссоединения с партнёром — по-видимому, различая этот сигнал по темпу и частоте. Наиболее частый гудок напоминает «ka-hank» или «ka-rrak», среди других известных звуковых сигналов — низкий «kok-kok-kok…» и носовой «nyaah». Именно с помощью звуковых сигналов родители находят своих птенцов для кормления: для корректной идентификации используется продолжительность звукового сигнала, амплитуда модуляций, ширина спектра и различная энергетика. При этом, как и в случае с императорским пингвином (Aptenodytes forsteri) или белощёкой казаркой (Branta leucopsis), одного параметра оказывается недостаточно.

## Распространение

### Ареал и среда обитания
Ареал розового фламинго включает территории от юга и востока Испании, юга Франции, через Африку, включая Мадагаскар, далее на восток через Казахстан и Ближний Восток до Индии и Шри-Ланки. Граница ареала проходит по западному побережью Африки от Мавритании до Сьерра-Леоне через Средиземноморье в Южную Азию. Популяция в восточной и южной частях тропической Африки — локальная. Площадь ареала достигает 61 400 000 км² — самая большая среди всех видов фламинговых. Птицы могут долетать до озера Байкал и под Санкт-Петербург в России, до Исландии или до Мальдивов в Индийском океане. В 1998 году птиц впервые отметили в Китае, в Синьцзян-Уйгурский автономном районе. Учёные делят ареал розового фламинго на три части: западное побережье Средиземного моря и северо-западные регионы Африки, восточное побережье Средиземного моря и юго-западные районы Азии, восточные и южные районы Африки (которые иногда рассматриваются отдельно). Хотя большинство птиц остаются в рамках своего региона, перелёты в другой регион также нередки.
Вдоль западного и южного побережья Африки, на Мадагаскаре и в Великой рифтовой долине обыкновенный фламинго сосуществует с малым (Phoeniconaias minor) — вторым видом фламинговых Старого Света. Оба вида встречаются вместе в Качском Ранне — соляном болоте на северо-востоке Индии и юго-востоке Пакистана, совместная колония возникла также в Нидерландах. По мере продвижения на юг по Рифтовой долине численность малого фламинго увеличивается и он замещает розового, который предпочитает менее щелочные воды.
Розовый фламинго предпочитает солёные лагуны и солончаки, населяет крупные мелкие солёные и щелочные внутренние озёра.
В Европе фламинго гнездятся в заповеднике Камарг в устье реки Роны на юге Франции, а также в Лас-Марисмасе на юге Испании и в заповеднике Станьо ди Молентарджиус в Кальяри, на юге острова Сардиния. В Африке птица гнездится на озёрах Марокко, Южного Туниса, Северной Мавритании, Кении, островов Зелёного Мыса, юга континента. Обитает также на озёрах Южного Афганистана (на высоте до 3000 метров) и Северо-Западной Индии (Кач), не так давно гнездился на Шри-Ланке.
Розовый фламинго — единственный представитель семейства, который встречается на территории России. Единственное место обитания фламинго на территории бывших республик Советского Союза — в Казахстане на озёрах Тенгиз, Челкартенгиз и Ашитастысор. В России фламинго не гнездятся, однако регулярно отмечаются на миграциях — в устье Волги, в Дагестане, Калмыкии, Краснодарском и Ставропольском краях. Залетают на юг Сибири в Алтайский и Красноярский края, в Тюменскую, Омскую, Томскую, Новосибирскую, Иркутскую области, Республику Алтай, Бурятию, а также в Якутию, Приморье, на Урал. На территории Украины розовый фламинго является редким залётным видом. Известны залёты в Запорожскую, Николаевскую, Одесскую, Киевскую, Черниговскую, Харьковскую области. На территории Крымского полуострова обыкновенный фламинго является редким залётным, отчасти зимующим видом. Чаще всего регистрируется в северных районах равнинной части полуострова и на Керченском полуострове, очень редко — на Симферопольском водохранилище.
- Места обитания розового фламинго
- В Намибии
- В ОАЭ
- В Индии

### Миграция и перелёты
На севере ареала розовые фламинго могут совершать регулярные миграции, которые, однако, не затрагивают всю популяцию. Многие фламинго, осуществляя перелёты остаются в границах своего круглогодичного ареала. В Камарге во Франции количество мигрирующих фламинго-первогодок сильно зависит от погодных условий. Во влажные годы молодые фламинго мигрируют недалеко и в последующие зимы часто (более 90 %) выбирают те же места зимовки, что позволяет им во взрослом возрасте раньше других птиц возвращаться к местам гнездования. Выбор места гнездования может быть обусловлен предыдущим опытом. Птицы с неудачным опытом гнездования нередко меняют гнездовую колонию в последующие годы. Обычно массовые перелёты розового фламинго связаны с экстремальными погодными условиями, в первую очередь с засухами; изредка наблюдались перелёты из-за сильных морозов (если лагуна с пищевыми ресурсами остаётся замороженной несколько дней, как во Франции в январе 1985 года) или штормов (в этом случае птицы не могут лететь против ветра).
Розовые фламинго, обитающие в бассейне Средиземного моря и в Западной Африке, формируют единую мета-колонию, в рамках которой могут совершать нерегулярные длительные перелёты, связанные с погодными условиями, пересыханием водоёмов или повышением уровня воды в них. Колония в Алжирской пустыне в 2011 году включала птиц из других районов Алжира, а также Франции, Италии, Испании. В Алжире отмечали розовых фламинго, которые появились на свет в Турции, а в самой Турции наблюдали «уроженцев» Алжира. Аналогично, перелёты в обе стороны совершали птицы, вылупившиеся на западе Средиземного моря и в Турции. В гнездовых колониях в Мавритании отмечали птиц, «рождённых» в Италии и Испании. Во Франции отмечали птиц из Испании, а также Италии, Греции, Марокко, Западной Сахары, Алжира, Туниса, Ливии, Египта, Сенегала, Мавритании, Гвинеи-Бисау, с Канарских островов. Исследования митохондриальной ДНК и микросателлитов показали, что птицы этой мета-популяции имеют общую историю. Основными колониями в этом регионе являются Камарг во Франции и лагуна Фуэнте-де-Пьедра около Малаги в Испании.
В Азии многие птицы отправляются зимовать на юг, достигая южных районов Индии и Шри-Ланки. На севере Шри-Ланки в зимнее время стаи розового фламинго включают более тысячи особей, некоторые из них достигают Восточной и Южной провинций. В этих районах птицы могут оставаться круглый год, но не устраивают гнездовых колоний. Нерегулярные отметки в районе Омана и Персидского залива приходятся на каждый месяц, хотя чаще птиц отмечают в зимнее время. В Хор-Дубай, в частности, было отмечено более 2000 птиц, среди них розовые фламинго, окольцованные в крупной колонии на озере Урмия в Иране. Другие окольцованные в этом регионе птицы были отмечены в различных местах от Ливии до Индии. В Казахстане птицы появляются в конце апреля и улетают в сентябре—октябре. Их миграционный маршрут проходит по берегам Каспийского моря, а зимовка обычно происходит в южной его части или в Персидском заливе.
Продолжительные перелёты розовые фламинго совершают по ночам, предпочтительно при попутном ветре, который может увеличить скорость на 30 %. В безветренную погоду на преодоление 800—850 км между Камаргом и Тунисом птица тратит 14—15 часов, при попутном ветре — 10—11 часов. Высота полёта зависит от того, летят птицы над водными массами или над землёй. Розовых фламинго отмечали на радарах на высоте 2000—6000 м над засушливыми районами, в то время как над водой они летят на высоте менее 50 м, а иногда почти касаясь её. Размеры стай могут варьировать от нескольких десятков до нескольких сотен особей, но обычно составляют 20—60 птиц. Длительные перелёты розовые фламинго совершают ночью и могут преодолеть 500—600 км за ночь. Нередко длительные ночные перелёты совершаются от гнездовых колоний к местам кормлений. Птиц, гнездящихся в лагуне Фуэнте-де-Пьедра, часто отмечали в эстуарии Гвадалквивира в 140 км от него.
Иногда розовые фламинго совершают перелёты, выходящие далеко за границы ареала. В 1906 и 1907 годах крупную стаю взрослых и молодых птиц наблюдали в Центральной Сибири, а в 1984 году — в Приморском крае на берегу Японского моря. Возможно, эти наблюдения связаны с «обратной миграцией» (англ. reverse migration), когда птицы теряют направление и летят в сторону, противоположную необходимой.
- Розовый фламинго на Средиземном море
- В Израиле
- В Алжире
- В Марокко

### Численность
Подсчётом численности розового фламинго с 1960-х годов занимается программа International Waterbird Census, которая охватывает большую часть его ареала, проводится ежегодно в середине января и включает как наземные наблюдения, так и подсчёт с воздуха. В рамках этой программы с сентября 1977 по август 1980 года во Франции проводились ежемесячные переписи, позволяющие оценить более детальные изменения численности; а с 1977 года ежегодно проводится перепись в мае. Кроме того, во многих регионах систематически публикуется информация о размере гнездовых колоний. В 1947—1976 годы с помощью подсчёта гнёзд после сезона размножения определялось количество пар в Камарге. Позднее этот метод был заменён аэрофотосъёмкой, проходящей с высоты 300 метров после того как отложены последние яйца, но до того как первые птенцы покинут гнезда. Чтобы определить успешность размножения, ещё одна такая аэрофотосъёмка проходит после того как все птенцы собираются в «ясли». Одной из проблем переписей, помимо неполного географического покрытия, является тот факт, что в отдельных регионах переписи проходят в разное время, а это значит что розовые фламинго могут перекочевать, избежав подсчёт полностью, либо попав под него более одного раза. Кроме того, визуальный подсчёт может показать другие данные по сравнению с аэрофотосъёмкой. Обычно при большом количестве птиц наблюдатели при оценке завышают число особей, однако в тесных скоплениях с высокой плотностью могут и занижать количество. Кроме того, проблему представляет интерпретация данных, когда только один или оба родителя присутствуют около гнезда или в том же районе находятся не участвующие в размножении птицы, или гнездо используется другой парой повторно во время того же сезона. Величина ошибки при этом зависит от того, в какой момент сезона размножения был осуществлён подсчёт на гнездовой колонии. Делая выводы, Алан Джонсон (Alan Johnson) и Фрэнк Сезили (Frank Cézilly) заключили, что данные известных переписей, даже в те сезоны, когда они согласуются между собой, являются лишь индикатором численности.
Учёным ни разу не удалось провести одновременную перепись популяции розового фламинго на всём ареале. Оценки общей численность розовых фламинго варьируют от 500 до 790 тысяч. Из них от 290 до 500 тысяч обитает на востоке Средиземноморья и в Азии, от 25 до 100 тысяч в Южной Африке, от 35 до 50 тысяч в Восточной Африке, около 40 тысяч в Западной Африке и около 80 тысяч на западе Средиземноморья. Наибольшее число пар было отмечено в 1998 году — 97 тысяч, в 1991 году — 64 тысячи, в 1986 и 1988 годы — 57 тысяч
. По данным Международного союза охраны природы общая численность розового фламинго оценивается в 545—682 тысяч особей по данным 2015 года. Численность вида в Палеарктике составляет 205—320 тысяч и продолжает расти, в Юго-Западной и Южной Азии — 240 тысяч, в Африке — 100—120 тысяч особей, и остаётся стабильной. В Европе предположительно обитает 45—62,4 тысячи пар, или 89,9—125 тысяч взрослых особей.
В 1983 году численность птиц в западной части Средиземного моря оценивалась в 80 тысяч особей, но с тех пор существенно возросла. В частности, появились новые колонии в Алжире, Тунисе и Марокко. Размеры казахстанской популяции в конце 1950-х годов составляли 30—50 тысяч пар, а в конце века — 2,5—11,5 тысячи пар; численность розового фламинго снижается в этой стране. На территории Кызылагаджского заповедника в Азербайджане зимой 2003—2004 годов было отмечено около 11 тысяч особей. В январе 1990 года более 65 тысяч птиц было зафиксировано в Иране.

## Питание

### Рацион
Рацион розового фламинго довольно разнообразен и включает пищу растительного и животного происхождения. Розовые фламинго питаются водными беспозвоночными, в частности ракообразными (Artemia, Gammarus, Copepoda), моллюсками (Cerithidea, Cerithium, Cochliopidae, Neritina, Gemma, Macoma), кольчатыми червями (Nereis) и насекомыми, включая личинок и куколок двукрылых (Ephydra, Chironomus, Thinophilus) и гребляков (Sigaria, Micronecta). В их рацион входят семена или столоны болотных трав (Ruppia, Scirpus, Juncus, Cyperus), синезелёные и диатомовые водоросли, гниющие листья. Изредка могут принимать в пищу взрослых насекомых, в частности жесткокрылых и муравьёв, крабов (Dotilla) и, возможно, мелкую рыбу. Иногда поглощают грязь из которой извлекают органические вещества, в основном бактерии. Размеры пищи варьируют от 1 до 10 мм. Основу рациона составляет рачок Artemia и его яйца.
В конце XIX — начале XX века были проведены многочисленные исследования желудков розового фламинго в разных частях его ареала. В северо-восточной части Африки они содержали ветвистоусых, червей, моллюсков и растительные остатки (1873 год), в Качском Ранне — ракообразных, кефалевых, семена люцерны и сыти (1923 год), в Тунисе — личинки комаров-звонцов (1888 год), в Камарге — артемии (1898 год). Возможно, некоторые обнаруженные раздробленные фрагменты попадают в желудок уже в таком состоянии . В 1954 году в желудках четырёх птиц из Порт-Судана и Сомали были обнаружены Pirenella cingulata, которые находятся в близком родстве с представителями рода Cerithium, составляющими основу рациона красного фламинго. Их длина составляет 2—12 мм, диаметр — 1—3 мм. В 1951 году при исследовании желудков трёх птиц с озера Элментейта в Кении только в одном были обнаружены водоросли. Аналогичный результат наблюдался в 1929 году, при том что они являются основной пищей обитающего на тех же озёрах малого фламинго. Таким образом, ранние представления, согласно которым розовые фламинго питаются исключительно водорослями, были опровергнуты.
В неволе рацион розового фламинго существенно отличается от естественного. В зоологических садах Лондона и Клифтона в 1950-е годы птиц преимущественно кормили хлебом и водой с добавлением измельчённой печени, рачками или дафниями. В Базеле рацион включает кукурузу, дроблёный рис и зелень, например, гаммарусы.
Лишь некоторые беспозвоночные способны размножаться в солёных и щелочных водоёмах в том объёме, который требуется розовому фламинго. Часто птицы заселяют сезонные водоёмы, которые заполняются дождями с осени по весну и пересыхают летом, в это время фламинго перемещаются на побережье.
При отсутствии достаточно крупной пищи розовый фламинго может питаться органическими веществами. Согласно некоторым анализам, грязь содержит до 8 % органических веществ, но их концентрация может быть выше в той грязи, которая потребляется фламинго. Такое наблюдение впервые опубликовал в 1893 году немецкий орнитолог Ганс Фридрих Гадов, оно было позднее подтверждено разными учёными. Во время препарирования трупа розового фламинго в 1949 году было отмечено большое количество грязи во всём пищеварительном тракте при полном отсутствии остатков животных или семян. Во время сухого сезона соль кристаллизуется, всё живое умирает, включая артемий; и все птицы, кроме фламинго, покидают озеро. И только фламинго в таких условиях выживают и выращивают потомство.

### Добыча пищи
У крупных видов фламинговых, в том числе розового фламинго, надклювье и подклювье имеют почти одинаковую ширину (иногда верхняя половина клюва немного шире). В схлопнутом виде небольшое пространство остаётся по сторонам клюва. По краям клюва расположены пластинки, которые широко расставлены и позволяют фильтровать крупную пищу. Расстояние между этими пластинами не превышает 0,5 мм по всей длине клюва, кроме его кончика, где оно может достигать 3 мм. Таким образом, в закрытый клюв могут попадать частицы размером 3-5 мм, а в открытый — 4-6 мм. Дженкин наблюдала в зоологическом саду Клифтона как розовые фламинго втягивали в рот мелкие камни диаметром до 8 мм и кусочки травы, а затем неизменно сцеживали их обратно.
Во время приёма пищи и чистки перьев клюв розового фламинго не открывается больше, чем на 1 см (во время стычек с другими птицами может раскрываться на 3,0 или 3,5 см). Язык розового фламинго почти цилиндрической формы, его длина составляет 12,2 см. По центру языка проходит продольная широкая ямка, по краям которой расположено 20—25 довольно мягких изогнутых выступов разной формы высотой до 6 мм. На задней части языка в два ряда расположены небольшие шипы высотой 1—2 мм, изогнутые по направлению к горлу. Фламинго двигают языком вперёд-назад и используют его как насос, пропуская большой объём воды. В отличие от многих других птиц, розовые фламинго не могут вытащить язык из клюва. Движение клюва можно наблюдать когда птицы кормятся в мелкой относительно чистой воде. При этом клюв птицы не двигается, либо надклювье совершает быстрые «чавкающие» движения, подклювье при этом остаётся неподвижным. Движения языка были определены по видимому движению мышц: он движется вперёд — назад со скоростью около 4 раз в секунду, формируя струи воды длиной до 8 см по обеим сторонам клюва. По-видимому, вода выталкивается и спереди. Вся голова во время кормления сильно трясётся. Если голова погружена полностью, то вокруг клюва образуются концентрические круги на воде.
Чтобы добыть пищу розовый фламинго опускает под воду голову и большую часть шеи и бродит в таком состоянии. Лишь изредка птицы фильтруют пищу на поверхности воды, как это делает малый фламинго. В мелких водоёмах это различие менее заметно, чем в глубоких. При большой глубине розовые фламинго могут нырять глубоко и принимать позу, характерную для кормления уток.  Птицы добывают корм на глубине 5—50 см, но иногда заходят глубже. Розовые фламинго, как и соседствующие с ними малые, во время приёма пищи постоянно двигают голову из стороны в сторону. Крупные фламинго — американские, чилийские и розовые — топчутся ногами, поднимая таким образом потенциальную добычу, чаще других ныряют за пищей. При этом не наблюдалось, чтобы фламинго кормились и плыли одновременно. Крайне редко взрослые розовые фламинго пользуются клювом чтобы подцепить маленькие объекты. Птенцы с всё ещё прямым клювом делают это заметно чаще.
Обычно фламинго питаются ранним утром, в конце дня, или ночью. Ночное кормление даёт дополнительные калории, позволяет избежать полуденной жары и оставляет время на отдых и чистку перьев в середине дня. Розовый фламинго питается в больших стаях, размеры которых могут достигать нескольких тысяч особей.
- Кормящиеся на разной глубине розовые фламинго

## Размножение
Во многих регионах сезон размножения розового фламинго приходится на разное время. На юге Европы птицы откладывают яйца с марта по середину мая, в Тунисе — в феврале—марте, в Казахстане — в мае (по другим данным, с мая по середину июня).
Сезон размножения зависит от природных условий в подходящих для гнездования местах: птицы откладывают яйца в зависимости от уровня воды в водоёмах, который связан с выпадением осадков. В частности глубина лагуны Фуэнте-де-Пьедра в Испании предположительно должна составлять по меньшей мере 50 см, известно, что при глубине ниже 30 см размножение на озере не начинается.

### Гнездовые колонии
Розовые фламинго, как и все фламинговые, устраивают большие колонии. Для начала сезона размножения им нужна социальная стимуляция, для которой большое значение имеют минимальные размеры колоний. При этом фламинго не пытаются скрыть свои гнёзда, в частности не удаляют из них скорлупу, и они хорошо заметны. Несмотря на такие особенности, при защите от хищников птицы очень индивидуальны. Обычно размеры территории вокруг гнезда, которую защищают фламинго, не превышают длину шеи взрослой птицы. После того как птенцы собираются в ясли, за ними смотрит несколько взрослых птиц, в то время как остальные появляются лишь для регулярного кормления.
Обычно розовые фламинго устраивают колонии у водоёмов в засушливых или полузасушливых регионах, где солёность воды заметно выше, дожди редки и нерегулярны. Птицы предпочитают районы с продолжительностью светового дня более 12 часов и температурой около 24 °C в тёплые месяцы. Они формируют колонии на островах, окружённых мелкой водой, которая отделяет их от наземных хищников и вмешательства человека. Гнездовые колонии розового фламинго известны на территории от юга Африки до Казахстана, от атлантического побережья до индийского; многие колонии расположены на берегу океана на уровне моря, но некоторые находятся высоко в горах, достигая 3000 м в Афганистане.
Несмотря на обширный ареал розового фламинго, известно около 30 гнездовых колоний, самой изученной из которых является колония на Камарге, гнездование птиц в которой известно с середины XVI века (Quiqueran de Beaujeu 1551)..
Розовые фламинго устраивают крупные гнездовые колонии размером до 20 тысяч пар, в Индии — до 200 тысяч пар. В Европе известно две гнездовые колонии розового фламинго: во французском регионе Камарг и в испанском Фуэнте-де-Пьедра (Гвадалквивир в Андалусии). 
Обыкновенные фламинго регулярно образуют гнездовые колонии на озёрах Кургальджино и Тенгиз в Казахстане, реже гнездятся на сорах Кайдак, Мёртвый Култук и озёрах Челкартенгиз, Жаманакколь и Ашитастысор в северо-восточной части Каспия.

### Брачные ритуалы
Участие в брачных ритуалах сообщает о незанятости и позволяет встретиться с потенциальным партнёром. Ранее учёные полагали, что фламинговые сильно привязаны к партнёру, но согласно исследованиям обыкновенных фламинго, моногамия распространяется только на время одной брачной попытки. В стае светло-розовых птиц особенно впечатляюще смотрится «салют крыльями», во время которого открываются яркие перья внутренней стороны крыла. По словам Абеля Чэпмена, «невозможно вообразить более красивое зрелище, чем одновременное распахивание тысяч малиновых крыльев, вспыхивающих на фоне неба как проблески розового света».
Чтобы у фламинго сработал репродуктивный инстинкт, требуется, помимо брачных ритуалов, удачная погода: при обильных осадках гнёзда могут быть затоплены или смыты, а при недостатке осадков может не хватать ила для строительства гнёзд. И то, и другое также влияет на наличие продовольственных ресурсов.
Беспокойство учёных вызывают контакты обыкновенного фламинго в Средиземноморье с чилийскими и красными фламинго, убежавшими из зоопарков, и попытки размножения смешанных видов.
- Танец розового фламинго

### Гнёзда и яйца
Кладка обычно состоит из одного яйца, редко — двух. Инкубационный период продолжается 27—31 день.

### Птенцы
Только что вылупившиеся птенцы покрыты белым пухом, который через несколько дней сменяется на серый пуховой наряд. Крылья появляются в 2,5 месяца. В этом возрасте птенцы приобретают утеплëнное оперение сверху и белое снизу, при этом розовые отметины на кроющих перьях крыла присутствуют лишь в небольшом количестве либо отсутствуют вовсе. Основание клюва птенцов серое, ноги чёрные либо серые, с более тёмными суставами. Радужка глаза коричневая.
Маленькие птенцы обладают красным клювом и красными ногами, которые со временем темнеют, а затем снова краснеют уже у взрослых птиц. Первый пуховой наряд птенцов — светло-серого цвета. Он довольно быстро сменяется на более тёмный пуховой наряд. Птенцы встают на крыло через 65—90 дней после появления на свет. По словам Коблика, у птенцов розового фламинго выживаемость составляет 100 %.
Родители кормят птенцов «птичьим молоком», которое у фламинго вырабатывается особыми железами пищевода и желудка. Кормление происходит крайне редко. Если гнездовые колонии расположены далеко от кормовых мест, интервалы между кормлениями могут составлять несколько дней. В испанских колониях за один приём пищи птенец может получать до 18 % от своей массы.
В возрасте пяти-шести лет обыкновенные фламинго достигают половой зрелости, изредка это происходит в три или четыре года. Известно об окольцованной птице, которая продолжала откладывать яйца в возрасте 33 лет. 
По одним данным, известно о птице, прожившей в неволе 44 года, по другим — в аделаидском зоопарке в Австралии обыкновенный фламинго прожил 83 года.
- Размножение розового фламинго
- На гнезде
- Кормление птенца
- Птенец в сером пуховом наряде
- Молодая птица
- Молодые птицы

## Взаимоотношения с человеком и охранный статус
Международный союз охраны природы отнёс розового фламинго к видам, вызывающим наименьшие опасения (англ. Least concern, LC), численность птиц возрастает. Розовый фламинго включён в Красные книги Казахстана и России, места гнездовых колоний во многих странах имеют природоохранный статус.
Человеческая деятельность оказывает существенное влияние на успех размножения. Гнездовые колонии могут быть потревожены низко летящими самолётами, или их покой могут нарушать туристы, особенно на внедорожниках. При низком уровне воды гнездовым колониям угрожают хищники, кроме того, снижение уровня воды может привести к повышению солёности, которое влияет на пищевые ресурсы. Другими влияющими факторами выступают добыча соды, загрязнение водоёмов сточными водами и тяжёлыми металлами. В частности, есть предположения, что из-за промышленного стока оба вида фламинго, обитающих в Рифтовой долине, подвержены высоким уровням загрязнения металлами, однако согласно другим исследованиям большую угрозу представляют бактериальные инфекции и цветение водорослей, хотя только проблемы со здоровьем малых фламинго задокументированы. Когда в 1962—1968 птицы покинули Камарг на 7 лет, среди причин учёные называли эрозию почвы на островах, многочисленные шумы, в том числе от пролетающих самолётов, а также большое количество чаек, которые охотятся на яйца и птенцов. После того как были приняты меры по сохранению популяции в Камарге, численность птиц возросла до такой степени, что они стали питаться на кукурузных полях соседних фермеров, и уже не так сильно реагируют на присутствие человека.
В Египте взрослых птиц отстреливают или ловят на продажу. В некоторых регионах происходит сбор яиц.
В 1962 году в некоторых странах, в том числе в России, были выпущены почтовые марки с изображением розового фламинго. В 2009 году в Казахстане была выпущена монета из серебра достоинством 500 тенге с изображением птицы.

## Систематика
Первое упоминание розового фламинго относится к комедии Аристофана «Птицы» 414 года до н. э. По мнению Джеймса Дугласа (1716), именно он впервые использовал название Phoinicopterus. Из-за того, что «краснокрылая» птица на самом деле лишь слегка розовая, Жорж-Луи Леклерк де Бюффон назвал древних греков «одарёнными воображением и впечатлительными людьми» (англ. imaginative and sensible people). Описание розового фламинго было включено в работы Конрада Геснера (1555), Юлия Цезаря Скалигера (1556), Улиссе Альдрованди (1601), Фрэнсиса Уиллоби (1678). Дуглас (1717) и Бюффон (1781) в первую очередь уделяли внимание анатомическим особенностям строения розового фламинго и лишь затем — особенностям оперения и линьки.
Розовый фламинго был впервые описан немецким учёным Петром Симоном Палласом в 1811 году (описание Карла Линнея в «Системе природы» в 1758 году относится к красному фламинго). В 1820 году Конрад Якоб Темминк предложил выделить европейских фламинго в отдельный вид Phoenicopterus antiquorum, оставляя за американскими фламинго название Phoenicopterus ruber, но в 1824 году Джон Лейтем опять объединил их в один вид. В 1869 году Грей, вслед за другими учёными, выделял африканских розовых фламинго в отдельный вид Phoenicopterus erythraeus. Среди других названий европейской популяции в XIX веке использовались также Phoenicopterus europaeus, Phoenicopterus antiquus и Phoenicopterus blythi. Название Phoenicopterus antiquorum встречалось в литературе до середины XX века. Разделение розового и красного фламинго на разные виды основано на различиях в расцветке оперения и клюва. Названия всех родов фламинго связаны с древнегреческим корнем др.-греч. φοῖνιξ — «багровый». В Древней Греции краснокрылые птицы получили название по имени финикийцев, с которыми греков связывали торговые отношения. Phoenicopterus в буквальном переводе означает «огненнокрыл»: др.-греч. φοῖνιξ — «багровый», др.-греч. πτερόν — «крыло».
Современные виды семейства фламинго можно разделить на две группы на основе строения клюва. У птиц рода фламинго (Phoenicopterus) наблюдается примитивное строение. Надклювье у этих птиц имеет одинаковую ширину с нижней челюстью, или немного шире, оставляя небольшое пространство в закрытом состоянии, которое позволяет фильтровать крупные частицы, в частности, моллюсков и ракообразных. Представители родов малые фламинго (Phoeniconaias) и короткоклювые фламинго (Phoenicoparrus) имеют более специализированный кормовой аппарат. У них надклювье заметно у́же подклювья и плотно прилегает к нему, что позволяет фильтровать только более мелкие частицы, в основном синезелёные и диатомовые водоросли.
Международный союз орнитологов относит данный вид к роду фламинго (Phoenicopterus) и не выделяет подвидов.